# .hu
.huは国別コードトップレベルドメイン（ccTLD）の一つで、ハンガリーに割り当てられている。
.huのドメイン名が欲しい個人や団体は、管理団体を通じて登録する必要がある。

## サブドメイン
欧州連合の地域なら、サブドメインを取得することができる。